# Byron Mann
Byron Mann (chinês: 文峰, pinyin: Wén Fēng; Hong Kong, 13 de agosto de 1967) é um ator, dançarino, músico de rua e advogado sino-americano renomado por interpretar papeis dirigidos por Quentin Tarantino, Edu Moscovis e Greg Berlanti, além de sua protagonização em Street Fighter.

## Biografia
Mann nasceu em 1967 em Hong Kong e logo em seguida entrou para a Escola Diocesana para Meninos, onde fez atividades extracurriculares nas quais ele escrevia e actuava em peças de teatro. Após concluir o ensino, mudou-se para os Estados Unidos e decidiu cursar Direito na Universidade do Sul da Califórnia. Em seguida, ingressou na carreira docente na mesma universidade, mas em 1990, começou a realizar trabalhos na televisão e no cinema, chegando a protagonizar o filme Street Fighter quatro anos depois.

## Filmografia
- Last Flight Out (1990) (TV)
- Ghost Ship (1992) – Charlie
- Murphy Brown – Quan Chang
- Time Trax – Taki
- Possessed by the Night (1994) – Fok Ping Wong
- Deadly Target (1994) – Chang
- Street Fighter (1994) – Ryu
- Street Fighter: The Movie (1995) – Ryu
- Crying Freeman (1995) – Koh
- Murder, She Wrote – Yosuki Ishida
- Pacific Blue – Marlon Ky
- The Sentinel – Tommy Wu
- Red Corner (1997) – Lin Dan
- American Dragons (1998) – Shadow
- The Corruptor (1999) – Bobby Vu
- Martial Law – Ataru Nakamura
- Walker, Texas Ranger – P.K. Song
- UC: Undercover – Simon Shen
- Invincible (2001) – Michael Fu
- The Chang Family Saves the World (2002)
- Dark Angel
- Robbery Homicide Division
- First to Die (2003) (TV) – Derek Lee
- Belly of the Beast (2003) – Sunti
- Petits mythes urbains
- Catwoman (2004) – Wesley
- Sniper 3 (2004) – Quan
- Smallville
- Fallen (2006) – Samchiel
- The Counting House (2006) – Jackie
- Dragon Boys (2007) – Tommy Jiang
- Shanghai Kiss (2007) – Jai Li
- Blonde and Blonder (2007) – Mr. Wong
- The Unit (2009) – Stanley Wu
- Motherland (2009) – Michael Wong
- A Dangerous Man (2009) – The Colonel
- 39 (2009) – Kenny
- Vauxhall Crossed (2010) – Michael Wong
- Bloodletting & Miraculous Cures (2010) – Chen
- Jasmine (2010) – The Man
- Befriend and Betray (2010) – PC Lau
- Sleeping Dogs (2012) – Raymond Mak / Pockmark Cheuk
- Call of Duty: Black Ops 2 (2012) – General Tian-Zhao
- The Man with the Iron Fists (2012) – Silver Lion
- Cold War (2012) – Chan Bun
- Arrow (2012–2013) – Yao-Fei
- A Stranger in Paradise (2013) – Lek
- Rise of the Legend (2014) – Black Crow
- Don't Let Go (2019) – Roger Martin
- Wu Assassins (2020) - Uncle Six